# Kutxabank
Kutxabank  è un istituto di credito spagnolo, fondato nel 2011 a Bilbao, nella provincia di Biscaglia. È stata costituita il primo gennaio 2012 dalla fusione di tre istituti finanziari baschi operanti nelle rispettive province: Bilbao Bizkaia Kutxa (BBK), Gipuzkoa Donostia Kutxa (Kutxa) e Caja Vital Kutxa (Vital).
Kutxabank opera in Andalusia ed Estremadura con il marchio CajaSur.
Dal 2015 è main sponsor dell'Athletic Bilbao.